# Kh-15飛彈

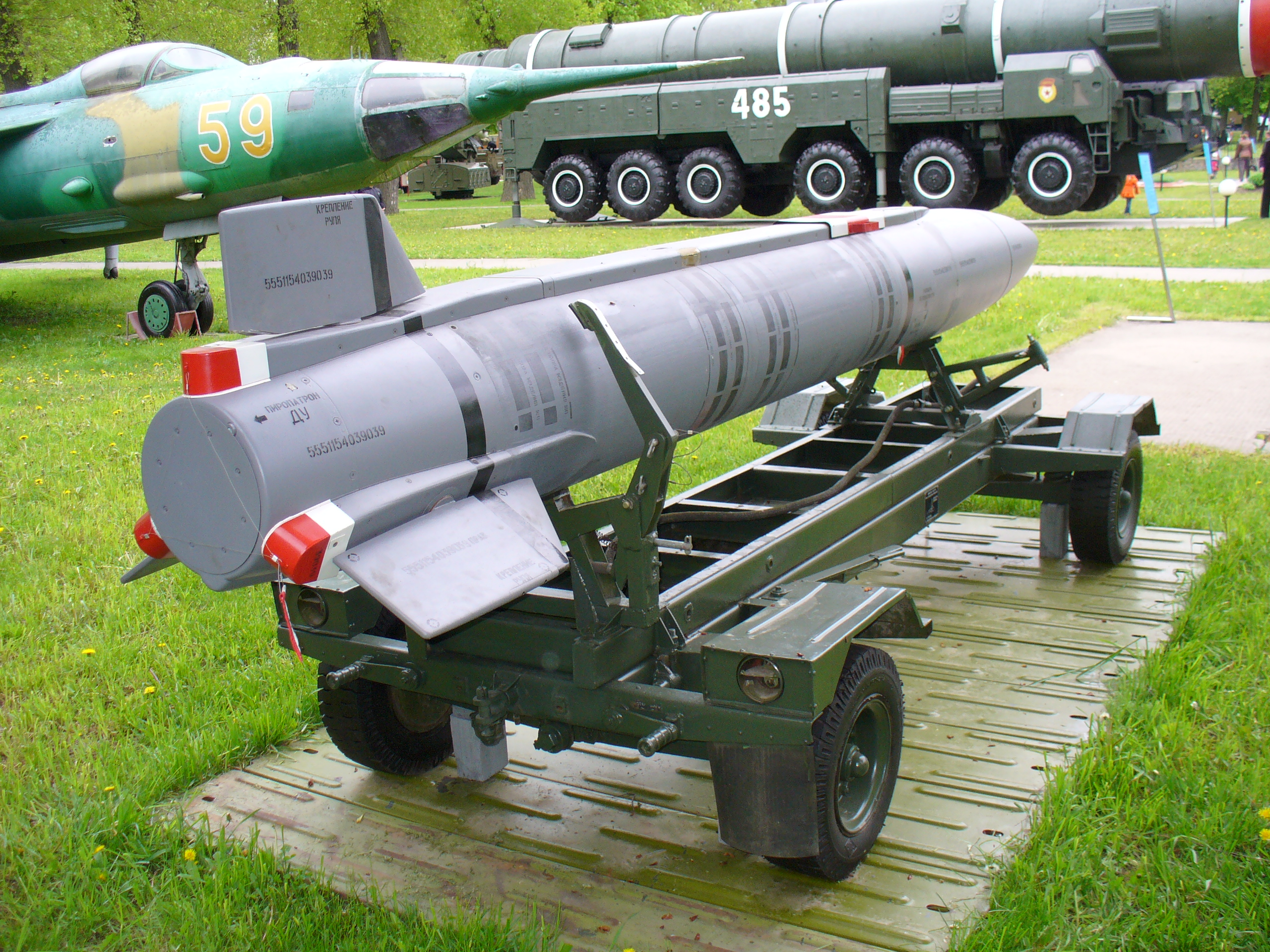
Kh-15 from rear

彩虹Kh-15或RKV-15（北約代號 AS-16，美国防部代号「回馬槍」'Kickback'）為前蘇聯與現在俄羅斯現役的短程超高音速空射弹道导弹。前蘇聯為了針對美國空軍於1971年至1991年所配屬的AGM-69飛彈進行抗衡，交由彩虹設計局研發。

## 开发
彩虹设计局于從1967年開始執行开发代替Kh-22飛彈即AS-4“厨房”的Kh-2000， 1970年代早期开始开发Kh-15然而真正進入實戰化與服役卻到了1980年代，並主要由Tu-22M逆火戰略轟炸機進行投射攻擊任務。蘇聯在回馬槍飛彈的研發與設定上幾乎是亦步亦趨地追隨AGM-69飛彈的發展與使用。
1959年开始研制，1962年开始服役的主要由Tu-22M逆火戰略轟炸機進行投射攻擊的AS-4作为近6吨的重型高超音速反舰导弹，尤其是针对突破航空母舰战斗群防空力量，直指打击重型航空母舰，地位至今一直无法替代。80年代苏联以面对弱国海军为目的，推出1.2吨的小型超音速反舰导弹AS-16即Kh-15，性能上与AGM-69小型超音速反舰武器类似，技术上与AGM-69毫无关联。

## 版本
回馬槍飛彈也有三種版本執行三種不同的任務：
- Kh-15A即為執行反艦之空射飛彈，配有終端主動雷達導向（active radar homing）1998有报道称可能装备上了苏-35[2]。
- Kh-15P，則為執行對敵防空壓制（SEAD）的反輻射飛彈，其中的雷達周波尋標器能鎖定雷達陣地並將其摧毀。
- Kh-15則為配備慣性導航系統的遠端核武飛彈。

回馬槍飛彈的攻擊模式為先爬升到40,000m的高度之後對著目標一路俯衝，並藉由重力與本身動力讓彈體加速到五馬赫（大約每小時6,125公里）的速度。
至於對外銷售的回馬槍飛彈型號則被稱為Kh-15S型。

## 使用國家
苏联
 俄羅斯

## 彈體規格
- 長度: 4.78 m (15 ft 8 in)
- 直徑: 455 mm (19 in)
- 翼展: 0.92 m (3.01 ft)
- 發射重量: 1,200 kg (2,645 lb)；包括液態燃料重量。
- 彈頭重量: 150 kg (330 lb)
- 導引方式: 分為慣性導航（inertial），主動式雷達（active radar），或者反輻射循標器（anti-radiation）三種。
- 最大速度: 大約5馬赫
- 射程: 300 km (185 mi)
- 精準度(CEP): 不詳

## 阅读
- Gordon, Yefim. . Hinckley, England: Midland Publishing. 2004. ISBN 1-85780-188-1.

## 外部連結
- worldweapon.ru（页面存档备份，存于） （俄文） - has good pics at the bottom
- GlobalSecurity.org （页面存档备份，存于） - Kh-55
- fas.org （页面存档备份，存于） - AS-15 KENT
- Kopp, Carlo, , Alexandria, USA: International Assessment and Strategy Center, 2006-06-22  [2021-02-07], （原始内容存档于2006-07-14） - Excellent review of the routes by which Kh-55 technology has proliferated.